# David Rogerson Williams
David Rogerson Williams, född 8 mars 1776 i Robbins Neck (i nuvarande Darlington County) i South Carolina, död 17 november 1830 i Witherspoon's Ferry i South Carolina, var en amerikansk militär och politiker (demokrat-republikan). Han var ledamot av USA:s representanthus 1805–1809 och 1811–1813 samt South Carolinas guvernör 1814–1816.
Williams studerade vid Rhode Island College (numera Brown University), fortsatte sedan med juridikstudier och inledde 1797 sin karriär som advokat i South Carolina. Mellan 1801 och 1803 var han verksam som publicist i Charleston och därefter som plantageägare i Darlington District.
Williams efterträdde 1805 Benjamin Huger som kongressledamot och efterträddes 1809 av Robert Witherspoon. År 1811 tillträdde han på nytt som kongressledamot och efterträddes 1813 av Theodore Gourdin. I 1812 års krig tjänstgjorde han som brigadgeneral.
Williams efterträdde 1814 Joseph Alston som South Carolinas guvernör och efterträddes 1816 av Andrew Pickens. Han var ledamot av South Carolinas senat 1824–1827. År 1830 omkom han i en byggolycka.